# Kostel Panny Marie Pomocnice křesťanů (Sítiny)
Kostel Panny Marie Pomocnice křesťanů je římskokatolický kostel zasvěcený Panně Marii v Sítinách v okrese Cheb. Od roku 1963 je chráněn jako kulturní památka. Drobná jednolodní stavba stojí na návsi uprostřed vesnice a k bohoslužbám není pravidelně využívána. Jako filiální kostel náležel k farnosti Mnichov u Mariánských Lázní, která zanikla v roce 2005 sloučením s tepelskou farností.

## Historie
Kostel byl postaven v roce 1789 klášterem Teplá na místě starší kaple téhož zasvěcení. Roku 1826 byla k jeho severozápadnímu průčelí přistavěna věž čtvercového půdorysu.

## Stavební podoba
Kostelní loď stojí na osmiúhelníkovém půdorysu a na východě ji uzavírá mělký trojboký presbytář zaklenutý křížovou klenbou. Na jihozápadní straně je přistavěna sakristie. Vnější zdi stavby jsou členěny lizénovými rámy a půlkruhem ukončenými okny. Presbytář osvětluje oválné okno, nad kterým je uveden letopočet 1755.

## Vybavení
Uvnitř kostela se nachází dva oltáře. Hlavní oltář zasvěcený Panně Marii Pomocné je klasicistní a pochází z doby okolo roku 1760. Ve výklenku na průčelí stavby stojí lidová socha svatého Václava.